# 劉倩婷
劉倩婷博士，MH（Dr. Sandy Lau Sin-ting，MH，1986年1月24日—），2025年度榮獲政府頒授榮譽勳章（MH) ，是歷史上首位香港小姐榮獲這個榮譽。2024年度榮獲世界傑出華人青年獎、Prestige Women of Power 2024、大灣區傑出關愛女企業家獎 2024、2023年度十大傑出青年 ，是相隔35年，繼張瑪莉之後，香港有史以來第二位獲得此殊榮的香港小姐。2009年度香港小姐競選冠軍，四屆「慧姸雅集」執行委員會會長。撲滅罪行委員會成員（2024-26）、禁毒常務委員會委員 2025-2027、香港各界婦女聯合協進會名譽會長、小小漢語普及愛教育基金聯合創立人及主席、中華倫敦協會聯合創立人及主席。倫敦大學學院經濟學學士、林肯大學榮譽博士。

## 經歷
劉倩婷早年就讀聖保祿中學，畢業於英國倫敦大學學院經濟系，曾任職投資銀行高盛當證券分析員。
2009年，劉倩婷參加2009年度香港小姐競選，參選最大的因素是因為她的繼父患上了癌症，於是她在回港期間探望繼父。繼父希望她可以參加香港小姐競選，於是為了完成繼父的遺願而報名參選。
鑑於2008年香港小姐冠軍張舒雅被無綫電視雪藏，故此便由1977年度香港小姐冠軍暨慧妍雅集永遠榮譽會長朱玲玲小姐為她進行加冕儀式。她代表香港參加2009年世界小姐競選。
劉倩婷曾於TVB主持節目及客串劇的演出，2013年2月，劉倩婷與玄學家李丞責結婚，一年後（2014年）即以照顧家庭為由，並息影淡出娛樂圈，及後離開電視圈，結束其在TVB五年之賓主關係，劉倩婷於2016年3月19日，為丈夫誕下女兒。
劉倩婷在2016-2018、2021-2023年期間，曾擔任在1982年成立的慈善機構「慧姸雅集」的執行委員會會長。她是香港各界婦女聯合協進會名譽會長。她在2022年創立了小小漢語普及愛教育基金及中華倫敦協會，並擔任現任主席。

## 曾參與的節目

### 2009年
- 當香港小姐遇上香港先生（7月11日）
- 美麗告白（7月18、25日、8月1、8日）
- 美麗體驗
- 2009香港先生選舉（7月25日）
- 美麗體驗北海道（8月15日）
- 2009香港小姐競選決賽（8月22日）
- 六點半新聞報道（8月23日）
- 娛樂頭條（8月24日）
- 美麗的誕生@東張西望（8月24-26日）
- 2009港姐美麗有賞廣告雜誌（9月5-6日）
- My Name Is 邦（9月21-22日）
- 澳門威尼斯人®澳門小姐2009 （10月17日）
- TVB 42周年台慶亮燈（10月19日）
- 活著（11月30日-12月1日）

### 2010年
- 今日VIP（4月26日）

### 2011年
- 香港玄案（李丞責、陳敏之、朱維德、劉倩婷主持）
- 激優一族（樂瞳、羅孝勇、劉倩婷主持）
- 知法守法
- 千奇百趣省港澳

## 電視劇（無綫電視）

### 2010年
- 依家有喜 飾 葛琦（琦琦、Kat）

### 2012年
- 當旺爸爸 飾 Ivy

## 曾獲獎項

### 2025年
- 政府頒授榮譽勳章(MH)

### 2024年
- 2024年度世界傑出華人青年獎
- Prestige Power of Women 2024
- 大灣區傑出關愛女企業家獎 2024

### 2023年
- 2023年度十大傑出青年

### 2009年
- 2023年度十大傑出青年 （页面存档备份，存于）
- 香港小姐競選：冠軍
- 當香港小姐遇上香港先生：香港先生眼中最具智慧的香港小姐
- Sasa：活力俏佳人獎

## 外部連結
- 劉倩婷的Instagram帳戶
- 劉倩婷的新浪微博
- 劉倩婷個人論壇
- 劉倩婷大熱摘港姐后冠（星島日報）[]
- 應屆三港姐憑EQ取勝（文匯報） （页面存档备份，存于）

| 前任： 張舒雅 | 香港小姐競選冠軍 2009年 | 繼任： 陳庭欣 |